# The Package (serie de televisión)
The package (en hangul, 더 패키지; romanización revisada, Deo paekiji) es una serie de televisión surcoreana protagonizado por Lee Yeon-hee, Jung Yong-hwa, Yoon Park y Choi Woo-shik. Se transmitió a través del canal JTBC todos los viernes y sábados a las 23:00 (KST) desde el 13 de octubre hasta el 18 de noviembre de 2017.

## Sinopsis
Un grupo de surcoreanos viajan en paquete turístico a Francia, visitando París, Saint-Malo y  Mont Saint-Michel junto a su guía turística Yoon So So (Lee Yeon-hee), una joven mujer que decidió no regresar a Corea para no enfrentar a sus padres después de fracasar en su matrimonio. 
El grupo de 7 personas a quienes debe guiar Yoon So So lo conforman: un hombre maduro junto a una joven y misteriosa chica, la joven pareja en medio de una crisis, una pareja de conflictivos adultos mayores enfrentándose a la enfermedad de la esposa, y un solitario y problemático joven, San Ma Roo (Jung Yong-hwa).

## Reparto

### Personajes principales
- Lee Yeon-hee como Yoon So-so[5]

Guía turística en Francia, fue abandonada por su esposo y no se atreve a regresar a Corea por vergüenza
- Jung Yong-hwa como San Ma-roo[6]

Un hombre que fue traicionado por su novia, pero que aun así se va de viaje.

### Personajes secundarios
- Choi Woo-shik Como Kim Gyung-jae.

Un trabajador de oficina que ha salido con su novia desde hace 10 años.
- Ha Shi-eun Como Han So-ran.

Una diseñadora de páginas web que está debatiéndose entre seguir con su novio o casarse con su jefe.
- Ryu Seung-su Como Jung Yeon-sung

Un hombre cuya relación con su compañera de viaje es un misterio.
- Park Yoo-na como Jung Na-hyun.

La hija de Jung Yeon-sung, cuya edad nadie puede descifrar.
- Jung Kyoo-soo Como Oh Gab-soo.

Un terco anciano que siempre está molesto y discutiendo.
- Lee Ji-hyun como Han book-ja

Una mujer que se ocupó de su marido, su familia y su negocio durante toda su vida y ahora desea vivir disfrutando los que pueden ser sus últimos meses
- Yoon Park como Yoon Soo-soo.

Un misterioso joven que persigue a Yoon so-so por todos los lugares turísticos de Francia.
- Sung Dong-il como jefe de So-so.

### Otros personajes
- Lee Young-ja como mujer en el aeropuerto (Ep. 1)
- Lee Seung-joon como Doctor (Ep. 3)
- Yang Dae-hyuk como un empleado de "Lohas Finance Education Center".
- Lee Han-wi como el padre de Yoon So-so.
- Hwang Young-hee como la madre de Yoon So-so.
- Jung Hee-tae como el jefe Kim.[7]

## Producción
The Package fue el primer drama pre-producido por JYP Pictures. La filmación tuvo lugar a partir del 13 de agosto de 2016 en Seúl, Corea del Sur, y posteriormente se trasladaron a París, Rennes, Saint-Malo, Monte Saint-Michel (Francia) del 5 de septiembre hasta el 26 de octubre de 2016.

## Banda sonora
Parte 1
| N.º | Título                    | Artistas | Duración |  |
| 1.  | «You Are My Baby»         | B1A4     | 3:08     |  |
| 2.  | «You Are My Baby» (Inst.) |          | 3:08     |  |

Parte 2
| N.º | Título           | Artistas | Duración |  |
| 1.  | «Unreal»         | The Ade  | 4:01     |  |
| 2.  | «Unreal» (Inst.) |          | 4:01     |  |

Parte 3
| N.º | Título                    | Artistas  | Duración |  |
| 1.  | «Fateful Love» (운명처럼) | John Park | 3:51     |  |
| 2.  | «Fateful Love» (Inst.)    |           | 3:51     |  |

Parte 4
| N.º | Título        | Artistas           | Duración |  |
| 1.  | «U&I»         | JB, Jackson (Got7) | 3:36     |  |
| 2.  | «U&I» (Inst.) |                    | 3:36     |  |

Parte 5
| N.º | Título                                  | Artistas       | Duración |  |
| 1.  | «You Look Nice Today» (오늘따라 예쁘다) | Yoon Ddan Ddan | 3:12     |  |
| 2.  | «Imagine»                               | Lim Ji-eun     | 3:01     |  |
| 3.  | «You Look Nice Today» (Inst.)           |                | 3:12     |  |

Parte 6
| N.º | Título                | Artistas             | Duración |  |
| 1.  | «The Package»         | Kim Na-young, DinDin | 3:56     |  |
| 2.  | «The Package» (Inst.) |                      | 3:56     |  |